# Blaubock (Käfer)
Der Blaubock (Carilia virginea, Syn.: Gaurotes virginea) ist ein Käfer aus der Familie der Bockkäfer (Cerambycidae).

## Beschreibung
Die Käfer sind 9 bis 12 Millimeter lang. Sie sind für Bockkäfer sehr gedrungen und haben hinten runde, grün oder blau metallisch glänzende Flügeldecken. Der Halsschild ist schwarz, rostrot oder schwarz mit rostrotem Fleck.

## Vorkommen
Sie kommen überall in Europa, nur nicht im Südwesten, vor allem im Bergland von Süd- und Mitteldeutschland häufig vor. Im Norden sind sie selten und in Sibirien, der Mongolei, Mandschurei, Korea und Sachalin zu finden.

## Lebensweise
Die Larven leben in Kiefern oder Fichten. Zur Verpuppung graben sie sich in die Erde. Die Käfer erscheinen von Mai bis August, vor allem aber im Juni und fliegen Blüten an.

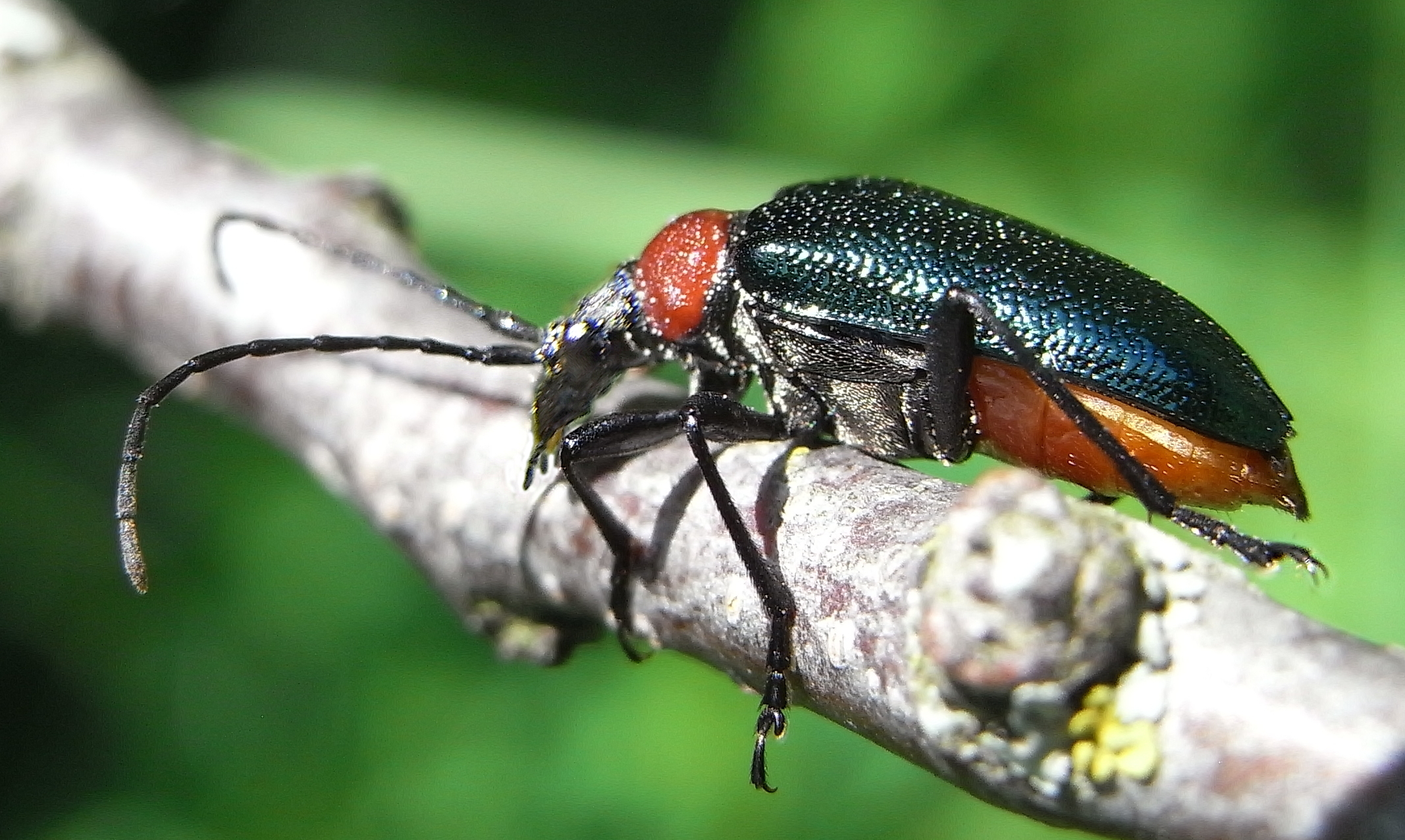
Seitenansicht